# Protecció contra incendis

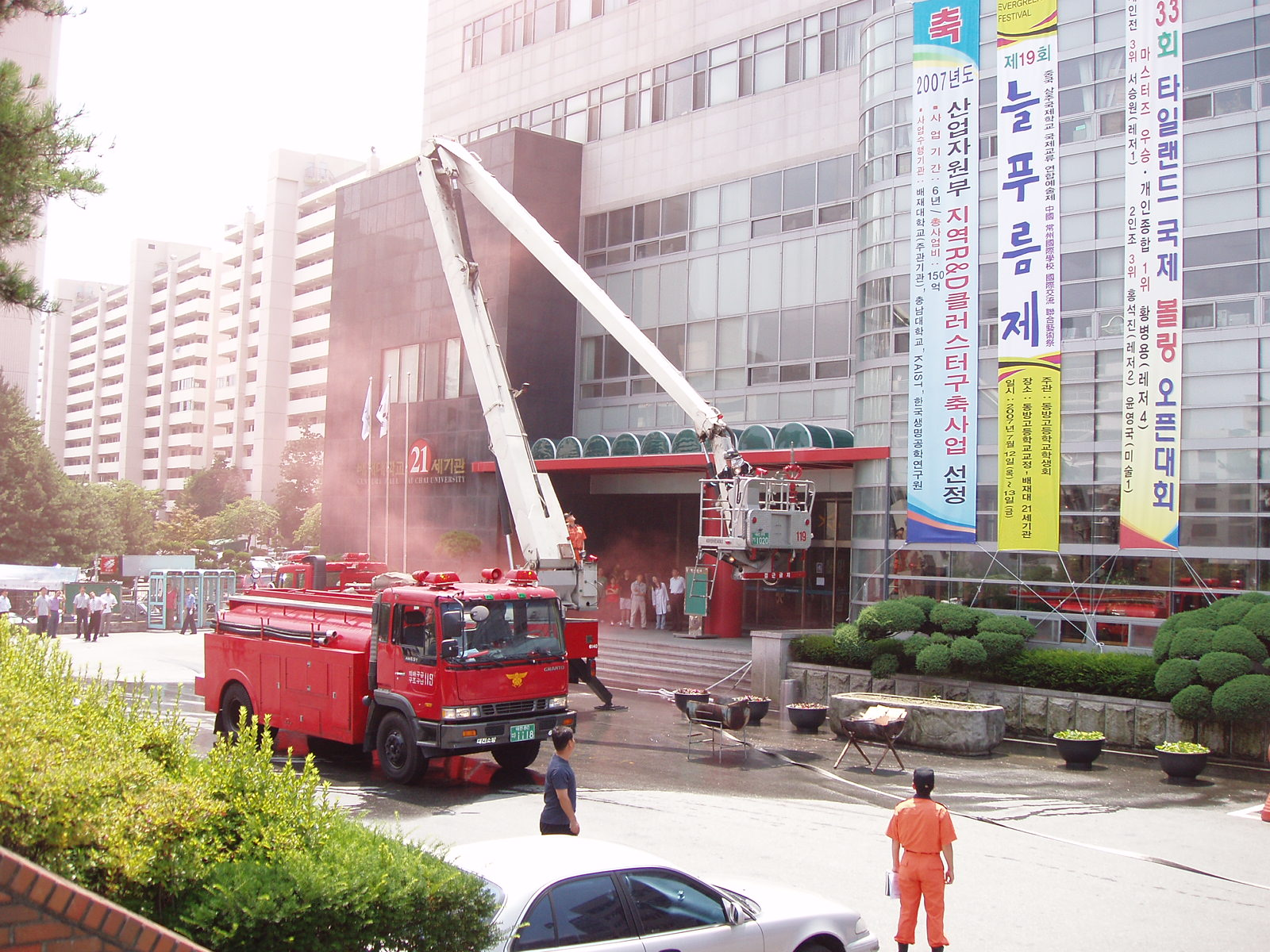
Bombers en acció.

La protecció contra incendis és el conjunt de mesures que es disposen en els edificis per a protegir-los contra l'acció del foc. Generalment, amb aquestes mesures es tracta d'aconseguir tres finalitats:
- Salvar vides humanes
- Minimitzar les pèrdues econòmiques produïdes pel foc.
- Aconseguir que les activitats de l'edifici puguin reprendre en el termini de temps més curt possible.

La salvació de vides humanes sol ser l'únic fi de la normativa dels diversos estats i els altres dos els imposen les companyies d'assegurances rebaixant les pòlisses com més apropiats siguin els mitjans.
Les mesures fonamentals contra incendis es poden classificar en dos tipus:
- Mesures passives: Es tracta de les mesures que afecten el projecte o la construcció de l'edifici, en primer lloc facilitant l'evacuació dels usuaris presents en cas d'incendi, mitjançant camins (passadissos i escales) de suficient amplitud, i en segon lloc retardant i confinant l'acció del foc perquè no s'estengui molt de pressa o es pari abans d'envair altres zones.

- Mesures actives: Fonamentalment manifestes en les instal·lacions d'extinció d'incendis.

## Mitjans passius
Per aconseguir una fàcil i ràpida evacuació dels ocupants de l'edifici, les diverses normatives determinen l'ample dels passadissos, escales i portes d'evacuació, les distàncies màximes a recórrer fins a arribar a un lloc segur, així com disposicions constructives (obertura de les portes en el sentit de l'evacuació, escales amb passamans...). També s'estableixen recorreguts d'evacuació protegits (passadissos i escales), de manera que no només tenen parets, sòl i sostre resistents a l'acció del foc, sinó que estan decorats amb materials incombustibles. Les disposicions arriben a determinar que un tram d'escales tindrà un mínim de tres graons, per evitar ensopegades.
Per retardar l'avanç del foc es divideix l'edifici en sectors d'incendi de determinats mides, sectors limitats per parets, sostre i sòl d'una certa resistència al foc. En l'evacuació, passar d'un sector a un altre, és arribar a un lloc més segur. Tot edifici, complet, ha de ser també un sector d'incendi per evitar que el foc passi als edificis confrontants. Neró, quan va reconstruir Roma després de l'incendi, va obligar a que les mitgeres de les cases fossin de pedra, per evitar que en el futur es repetís un desastre semblant. És la primera notícia que es té de l'establiment d'alguna cosa semblant al que ara es coneix com a "sectors d'incendi".

## Mitjans actius

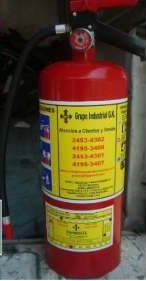
Extintor

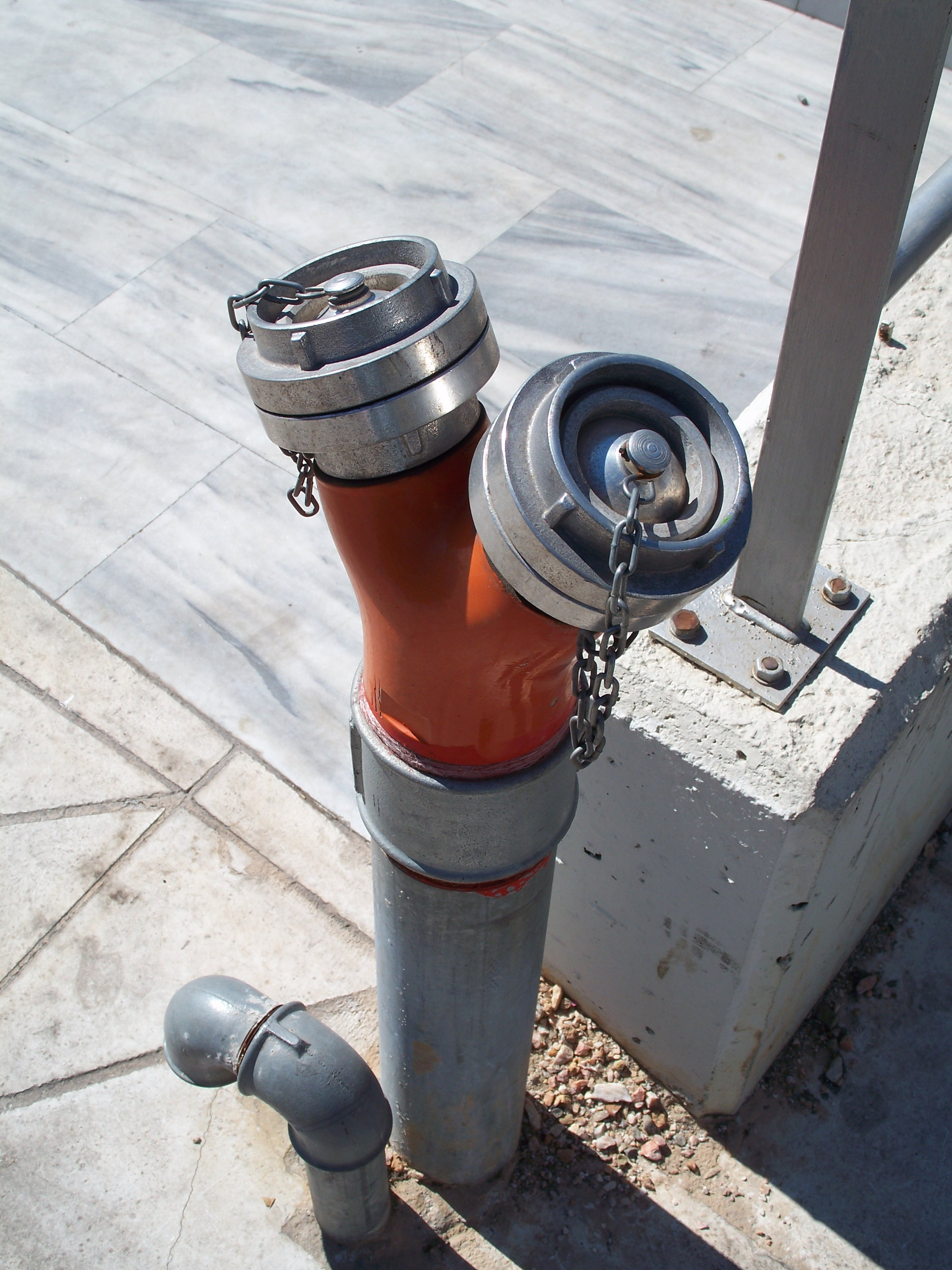
Boca d'incendis

N'hi ha de diversos tipus:
- Detecció:

Mitjançant detectors automàtics (de fums, de flames o de calor, segons les matèries contingudes al local) o manuals (timbres que qualsevol pot prémer si veu un conat d'incendi).
- Alerta i senyalització:

Es dona avís als ocupants mitjançant timbres o megafonia i s'assenyalen amb rètols en color verd (de vegades lluminosos) les vies d'evacuació. Hi ha rètols de color encarnat assenyalant les sortides que no serveixen com a recorregut d'evacuació. També deu haver un sistema d'il·luminació mínim, alimentat per bateries, que permeti arribar fins a la sortida en cas de fallada dels sistemes d'il·luminació normals de l'edifici.
Els sistemes automàtics d'Alerta s'encarreguen també d'avisar, per mitjans electrònics, als bombers. En els altres casos s'ha d'encarregar una persona per telèfon.
- Extinció:

Mitjançant agents extintors (aigua, pols, escuma, neu carbònica), continguts en extintors o conduïts per canonades que els porten fins a uns dispositius (boques d'incendi, ruixadors) que poden funcionar manual o automàticament.
- Pressurització d'escales:

D'altra banda, i en l'edificació de mitjana a gran altura, és àmpliament usat el mètode de pressurització de les caixes d'escales a fi de mantenir una pressió estàtica molt superior a l'existent en els passadissos dels pisos. Aquest artifici és necessari perquè els fums a alta temperatura no es desplacen cap a l'interior de les escales, lloc destinat a la expedita evacuació dels ocupants de l'edifici, a més d'evitar un possible efecte de tovera causa de la menor densitat pròpia dels fums, el que provocaria una acceleració en la propagació de l'incendi i la seva difícil maneig. Aquest mètode de pressurització es realitza mitjançant ventiladors industrials de tipus axial, de gran cabal, que generen una circulació des de la part inferior de l'edificació fins a un respirador superior. Cal recordar que perquè aquest mètode tingui efecte, les portes tallafoc s'han de mantenir tancades sent per això el més apropiat les portes pivotants.

## Normatives
A cada país hi sol haver una norma que regula les disposicions de protecció, tant actives com passives. De vegades, els governs locals, promulguen normes addicionals que adapten la normativa nacional a les particularitats de la seva zona.
A Espanya és d'aplicació el Document Bàsic DB SI "Seguretat en cas d'incendi", del nou Codi Tècnic de l'Edificació en edificis residencials, comercials, administratius etc.. i el Reglament de Seguretat contra incendis en establiments industrials RD 2267/2004 és d'obligada aplicació en indústries. Anterior a la promulgació del DB SI, estava en vigor la Norma Bàsica de l'Edificació-Condicions de Protecció d'Incendis (NBE-CPI-96) derogada el 29 de setembre de 2006.